# Kaštel v Rusovcích
Kaštel v Rusovcích je neogotická stavba kaštelu (sídla nižší šlechty, též překládáno jako „zámeček“) nacházející se v městské části Bratislava-Rusovce v okrese Bratislava V.
Současný vzhled kaštelu přinesla přestavba, kterou realizoval hrabě Emanuel Zichy-Ferraris v polovině 19. století. Zámečku, který byl od roku 1646 rodovým sídlem rusovecké větve rodu Zichyových, tak po několika dřívějších stavebních úpravách dal konečnou podobu.

## Historie
Podle historických pramenů již v 13. století stál v Rusovcích hrad, v listinách označovaný jako „Uruzwar“ (z maďarského Oroszvár = „ruský hrad“). První písemná zmínka o hradu v Rusovcích je z roku 1266 v souvislosti s darovací listinou uherského krále Bély IV., který Rusovce daroval královskému podkonímu a županovi trenčínského a mošonského komitátu Herrandovi Hédervárimu. V průběhu 14. století byly Rusovce královským majetkem (pravděpodobně jako součást panství Magyaróvár) a byly dávány do zástavy. V roce 1410 se jako majitel zástavy uvádí rod Tompekových (také jako Tanpek), v letech 1439–1452 Štefan a Juraj Rozgonyiovi, v druhé polovině 15. a začátkem 16. století opět Tompekové.

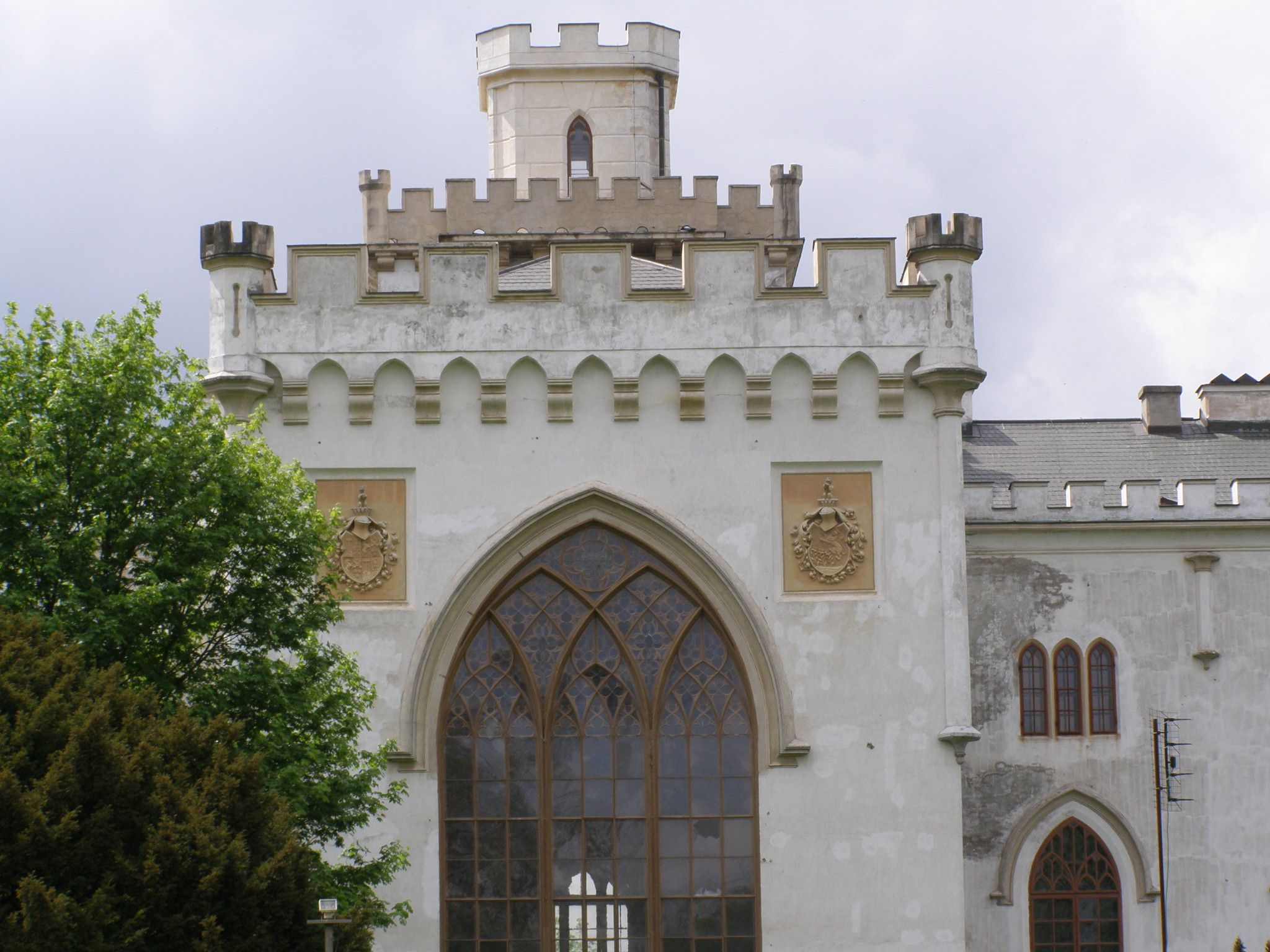
Zadní trakt zámečku

V dalším období přecházel hrad do vlastnictví na základě nově vznikajících manželských svazků. V roce 1502 dostala Uršula Tompeková, provdaná za Josu de Vassa, donaci od krále Vladislava Jagellonského na městečko Rusovce spolu s hradem a částí Čunovo. Pro další vývoj Rusovců mělo největší význam manželství Uršuliny pravnučky Heleny, rozené Josa. Jejím manželem byl Juraj Zichy, podžupan mošonské stolice. Jejich potomci podíl na dědictví rozmnožili.
S příchodem rodu Zichyových nastává největší rozmach rusovského panství. S vládou Jurajova syna Štefana se spojuje přestavba původního hradu na pozdně renesanční zámeček v roce 1656. Je pravděpodobné, že stavebně navázal na již existující, starší budovu. Stavba byla situována přibližně uprostřed dnešního severního křídla.
Další z významnějších majitelů panství i kaštelu byl František VIII. Zichy-Ferraris. Jeho syn Emanuel dal na počest své anglické manželky Šarloty přestavět původní zámeček v letech 1843-1850 v novogotickém, windsorském či též tudorovském slohu. Základní kámen novogotické stavby byl položen 11. června 1843. Na slavnosti byl jako čestný host i rakouský kancléř, kníže Metternich, který byl prostřednictvím své třetí manželky Melánie Emanuelovým švagrem. Přestavbou, jejímž výsledkem je dnešní vzhled památky, byl pověřen v té době známý vídeňský architekt Franz Beer.
Emanuelovo manželství zůstalo bezdětné, a tak rodové dědictví přešlo na jeho bratra Felixe, který se stal posledním zichyovským majitelem panství. Felix a jeho manželka, hraběnka rozená Reichenbachová, panství i zámeček v roce 1872, třináct let před Felixovou smrtí prodali. Kaštel pro svou druhou manželku Lauru koupil 62letý Hugo I., hrabě Henckel z Donnersmarktu.
Jeho vlastnictvím začalo období dalšího velkého rozkvětu panství. Hrabě Henckel, rozený hospodář, se pustil do zhodnocování svého majetku. Na svém panství založil několik poplužních dvorů a farem. Největší slávu mu přinesl jeho hřebčín, který se svého času stal jedním z nejúspěšnějších chovatelských zařízení ve střední Evropě. Chovali se zde hřebci, kteří dosahovali na dostihových drahách po celé Evropě skvělých úspěchů. Po smrti hraběte byli koně přemístěni do rakouského Wolfsbergu, kde je měl v pronájmu od nového majitele baron Alfons Rothschild. V roce 1881 byla nově založena i část parku za rusovským ramenem. Tato plocha navazovala na park u kostela, od kterého ji oddělovalo několik nových přechodů určených pro jízdu na koni. Manželka hraběte Laura přežila manžela o patnáct let. Rok po její smrti (v roce 1906) dědicové zámeček prodali hraběti (později knížeti) Eleméru Lónyayovi a jeho ženě Štěpánce, někdejší rakousko-uherské korunní princezně.

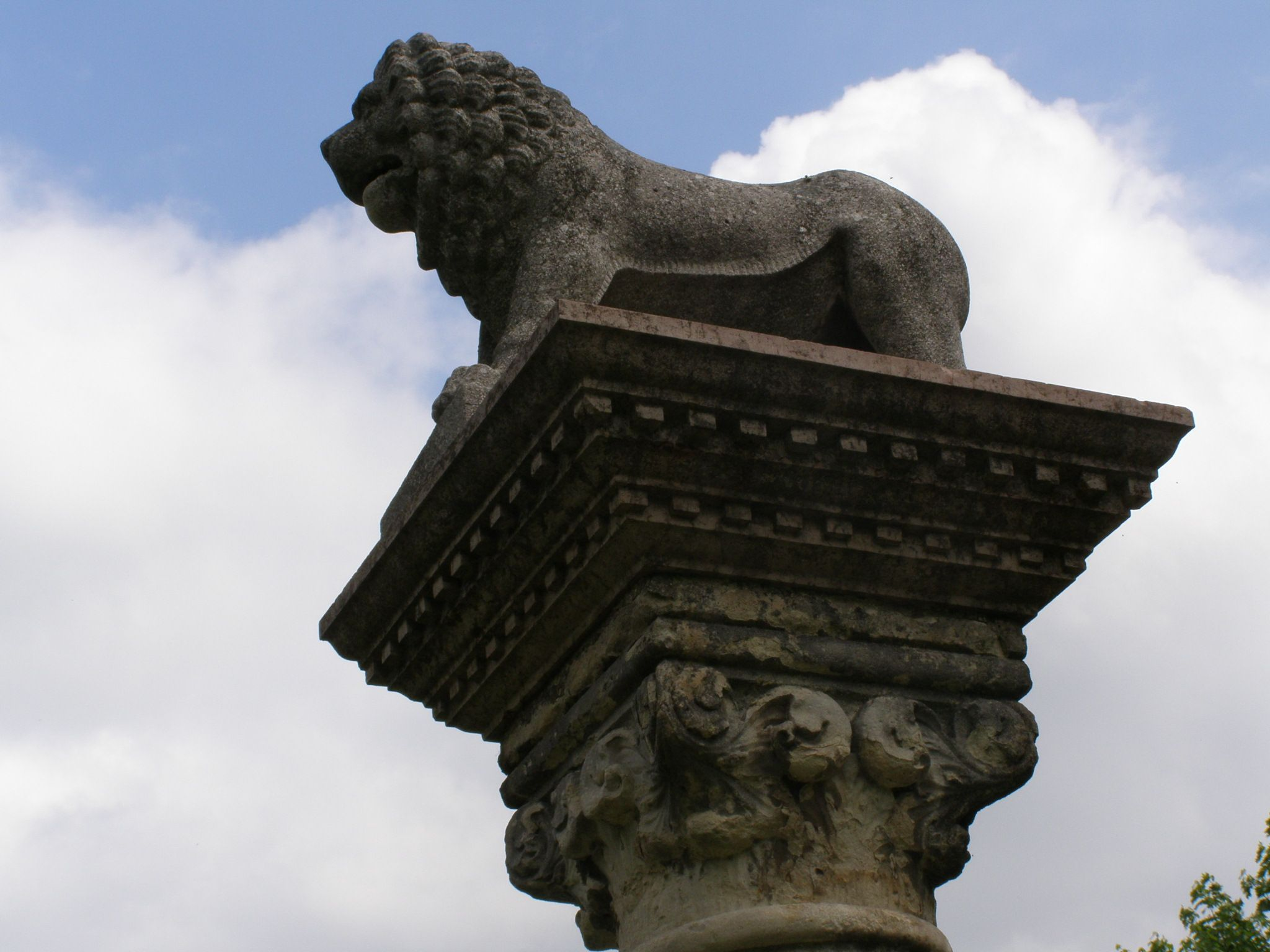
Plastika lva před zámečkem, kopie

Ti pokračovali v úpravách v duchu své doby. Dotkly se zejména vnitřního vybavení – ústřední topení, koupelny. V parku dali postavit vodárenskou věž (zvanou minaret), která měla zajistit dostatek vody. Stavebně navazovala na vzhled zámečku. Byla postavena ve tvaru orientální věžičky – minaretu. Věž se používala až do druhé poloviny 20. století. Štěpánka dala vzniknout zahradnictví (tzv. Stephaneu) proslulému v širokém okolí. Park za zámečkem se přičiněním světoznámých zahradníků změnil na rozsáhlý anglický park přecházející volně do okolní krajiny. Interiér zámečku se zaplňoval hodnotnými uměleckými artefakty a nábytkem.
Do rozvoje panství negativně zasáhly obě světové války. Během první z nich byl v místě zřízen lazaret, v němž jako ošetřovatelka pracovala i Štěpánka. Druhá světová válka znamenala zánik prosperujícího panství. V roce 1944 větší část zámečku obsadilo německé komando a o rok později Rudá armáda, která ho v průběhu jednoho týdne vydrancovala. Ještě v roce 1944 odkázali manželé zámeček i s majetkem benediktinskému opatství v maďarské Pannonhalmě, kam dal kníže Lónyay převézt větší část rodového majetku a oba manželé se tam na sklonku života uchýlili. Štěpánka v klášteře v srpnu 1945 zemřela. Manžel Elemér ji přežil o jeden rok (zemřel v Budapešti).
Celé městečko Rusovce i s opuštěným kaštelem, do té doby součást Maďarska, pak roku 1947 připadlo Československu.

## Po druhé světové válce
Po druhé světové válce došlo v důsledku opuštění zámečku k jeho rozkrádání a devastaci. Část rodové galerie Zichyových se v roce 1952 dostala na hrad Červený Kameň. Novým majitelem objektu se v roce 1950 stal Slovenský lidový umělecký kolektiv, který zde zřídil své domovské sídlo. Chátrání zámečku však přesto neustalo, protože nový vlastník se o údržbu majetku nestaral. V roce 1976 byla naplánována generální rekonstrukce zámečku i přilehlého parku, jejíž realizace se měla uskutečnit v několika etapách. K začátku samotné rekonstrukce však došlo až v roce 1982. Vlivem okolností, například neustále se měnícího projektu a z toho vyplývajícího časového skluzu, se však práce postupně zastavovaly. K jejich úplnému zastavení došlo na konci roku 1989.
V roce 1991 zámeček převzala Slovenská národní galerie, která si předsevzala učinit z něj reprezentativní obrazárnu. Opět se obnovily rekonstrukční práce. Galerie však zámeček vlastnila pouze tři roky, načež se jeho majitelem stala Národní banka Slovenska. Ta ho měla v majetku pouze jediný rok. V roce 1995 převzala zámeček Správa zařízení Úřadu vlády SR, která ho má ve správě dodnes. Jejím záměrem je přetvoření zámečku na reprezentativní místo pro přijímání zahraničních návštěv. Rekonstrukční práce jsou však pozastaveny a není jasné, kdy budou obnoveny. Úřad vlády do zámku každoročně investuje finance aspoň na zachování současného stavu.
Zámeček do svého vlastnictví plánovala získat i městská část Rusovce, která ho chtěla využít pro kulturní a muzejní účely. Tento záměr městské části však ztroskotal.
V současnosti je jeho další osud nejasný, neboť do hry vstoupil Řád svatého Benedikta z maďarské Pannohalmy, který se soudními cestami snaží získat kaštel do svého vlastnictví na základě závěti posledních soukromých majitelů, knížat Lónyayových.
V listopadu 2010 prezident Slovenské republiky Ivan Gašparovič vyzval vládu SR, aby odprodala nepoužívanou prezidentskou vilu na Slavíně, s cílem získat finanční prostředky na generální rekonstrukci kaštelu v Rusovcích. Vyjádřil také názor, že po rekonstrukci by se zámeček mohl stát sídlem slovenského prezidenta.

## Popis
Ve vývoji dnešního objektu je rozhodující etapa z let 1841–1844, kdy byl jeho vlastníkem hrabě Emanuel Zichy-Ferraris. Za jeho panství získal zámeček svůj dnešní vzhled.
Kaštel tvoří dvoupatrová dvoukřídlá budova postavená do tvaru písmene U s čestným nádvořím. Fasáda je členěna množstvím oken a balkonů. Průčelí je otočené na jih do zámecké zahrady. Areál ze strany ulice ohraničuje nízká cihlová zeď, pozemek za zámečkem přechází do volné přírody.
Ve vnitřním uspořádání dominovala ústřední schodišťová hala a k ní připojený velký sál prvního patra. Všechna tři křídla byla propojena chodbovou komunikací podél nádvoří, za níž byly za sebou řazeny průchozí místnosti. Patro bylo přístupné hlavním schodištěm a točitými schodišti ve věžích. Novogotickému pojetí stavby odpovídaly i interiéry. V uměleckořemeslných součástech architektury, ve vstupech a oknech dominovaly neogotické prvky, novogotický ornament se znakem rodu Zichyových, tudorovské oblouky a kružbové motivy. Za zvláštní pozornost stojí důsledně uplatňovaná vitráž. O původní podobě jednotlivých interiérových prostorů nemáme jasnější představu. Zichyovské interiéry jsou zřejmé jen ve velkém sále prvního patra s přilehlou místností (pravděpodobně jídelna), obě velkoryse pojaté, s dekorativním ztvárněním stěn a stropů.

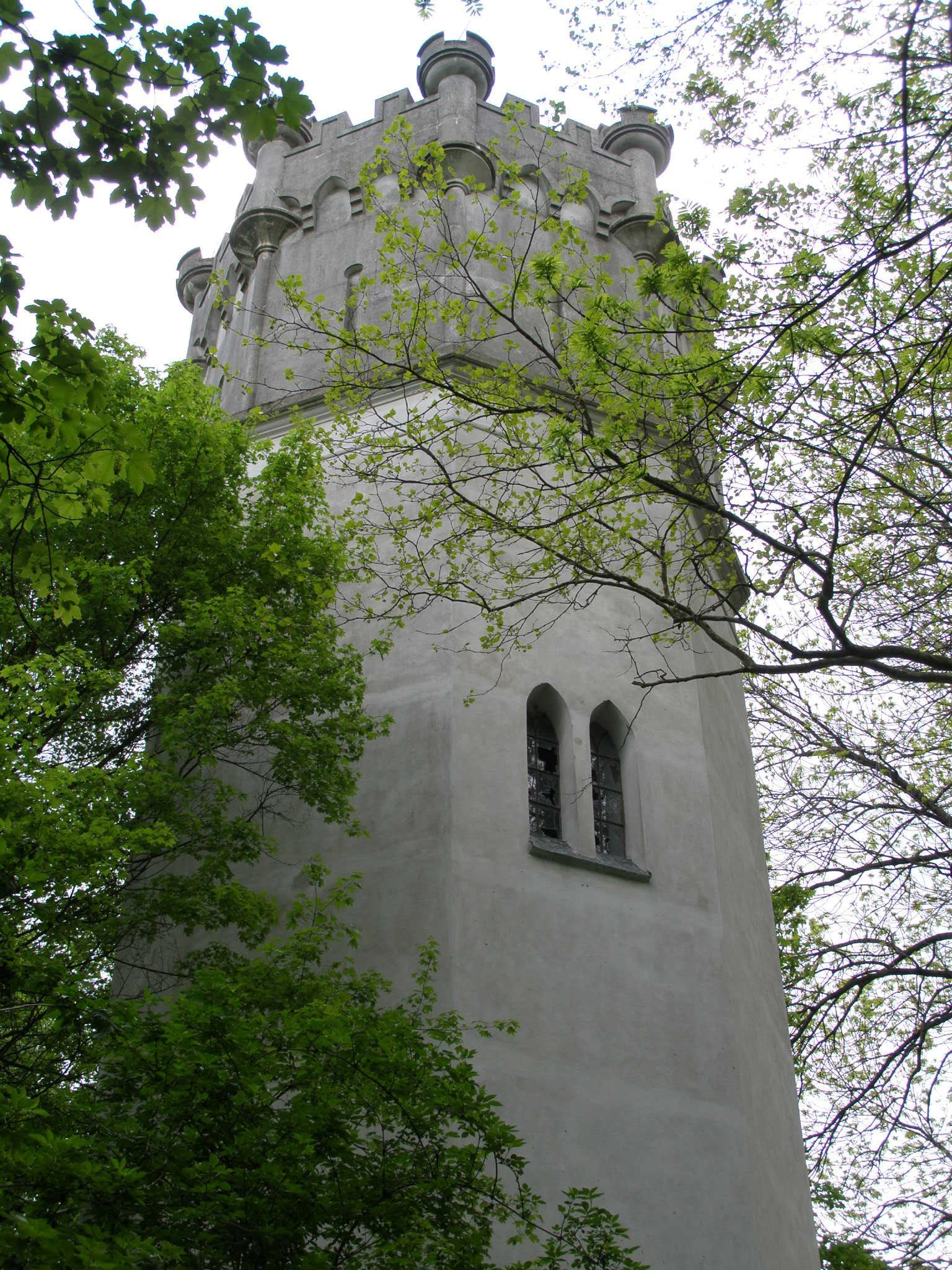
Vodárenská věž zvaná minaret v parku

V období panství Henckelových došlo k poměrně rozsáhlé přestavbě, v jejímž rámci byly dokončeny dvě postranní věže. V interiéru vznikla dvě nová schodiště a v duchu doby byla upravena i kaple v severním křídle.
Manželka majitele, Laura, dala v parku naproti kostelu sv. Víta v roce 1884 postavit kapli sloužící jako mauzoleum rodiny. Je to obdélníková stavba neogotického charakteru. O jejích původních majitelích svědčí rodový erb umístěný nad vstupem. Noví majitelé, Lónyayovi, dali kapli rozebrat a opět postavit na místním hřbitově, kde dodnes slouží jako dům smutku.
Noví majitelé objekt zámečku upravovali už jen minimálně a zaměřili se hlavně na změny jeho vybavení. Interiérově kaštel v těch dobách připomínal sídlo venkovské šlechty v Anglii. Ústřední částí přízemí byla rozsáhlá vstupní hala s reprezentačním schodištěm, jímž se vystupovalo do prvního patra. V přízemí se z haly vstupovalo do salonu nebo do knihovny. Dalšími místnostmi zde byly kulečníkový salon a turecký salon. Po schodišti se návštěvy dostaly do prvního patra, kde největšími místnostmi byly velká jídelna a rytířský sál (tzv. Červený salon). Zde se přijímaly návštěvy, jež byly ubytovány v pokojích v severním křídle. Jižní křídlo bylo vyhrazeno pro bydlení majitelů.
Zámeček se nachází na jižním okraji parku s rozlohou 13 hektarů, který volně přechází do okolní krajiny.